# Museo Municipal Fernando Cordero Rusque
El Museo Municipal Fernando Cordero Rusque, también conocido como Museo Provincial de Tierra del Fuego, es un museo chileno ubicado en la ciudad de Porvenir, capital de la provincia de Tierra del Fuego, cuyo objeto es preservar y difundir la historia y naturaleza fueguina. Su administración depende de la Municipalidad de Porvenir.

## Historia
El origen de este Museo data de mayo de 1975, cuando el señor Fernando Cordero Rusque, en ese tiempo Teniente de Carabineros, se preocupó por la formación de la primera colección museográfica, obtenida por la colaboración generosa de varios vecinos de Porvenir.
Posteriormente, en noviembre de 1979 la señora Malva Mansilla Bustamante Alcaldesa de Porvenir, encomendó al Instituto de la Patagonia el inventario y organización del Museo, realizado durante el año 1980.
El Museo Provincial de Tierra del Fuego fue designado con el nombre de su creador e inaugurado oficialmente el 16 de diciembre de 1980.

MISIÓN
“Promover entre los habitantes fueguinos y visitantes nacionales y extranjeros la valoración y el conocimiento del patrimonio histórico-cultural de Tierra del Fuego, para contribuir al fortalecimiento de la identidad fueguina”
El Museo Provincial de Tierra del Fuego, es un museo pequeño, que exhibe elementos que guardan relación con la historia de Tierra del Fuego, desde sus habitantes originarios, pasando por el proceso de colonización aurífera y pastoril. La Fauna está representada por una pequeña muestra que exhibe una gran cantidad de especímenes que conforman la fauna terrestre y aquella de los ambientes litoral y marítimo. Aves rapaces como el águila, aguiluchos, caranchos y nuco alternan con palmípedas como el cisne de cuello negro, el flamenco, caiquenes, patos, gaviotas, pingüinos y otras especies. Entre los mamíferos característicos encontramos al guanaco, el zorro gris, el conejo, la rata almizclera y el lobo de dos pelos. La vida subacuática está representada por crustáceos, entre ellos la afamada centolla y otras especies.
La arqueología y etnografía, está representada por algunos objetos líticos y óseos de diversos usos, que nos muestran la forma de cultura simple y utilitaria de los indígenas de Tierra del Fuego, denominados Selknam, acompañada de una muestra fotográfica que ilustra respecto de las particularidades físicas, ambientales y de vida común de los indígenas. En el año 2020 por decisión de las administración se dejan de exhibir restos óseos humanos como algunos cráneos encontrados en diversos sectores de la isla y los restos momificados de un aborigen fueguino, encontrado en una cueva de la Isla Tres Mogotes en el Seno Almirantazgo. Estos restos se encuentran a buen resguardo en el Museo Municipal.
También se exhibe una canoa monóxila encontrada en el Lago Blanco al interior de la isla.
Se señalan las circunstancias más notables del asentamiento colonizador Fueguino, desde la llegada de los mineros hasta la evolución progresista de Porvenir, el primer centro poblado de la Tierra del Fuego Chilena.
Se exhiben artículos relacionados con la actividad minera que permiten ilustrar acerca de lo que fue la actividad aurífera a lo largo de más de medio siglo y cuyo máximo esplendor se registró entre 1905 y 1910, época en que operaron las grandes dragas auríferas. Diversas piezas y artefactos demuestran como la técnica contribuyó al adelanto de la ciudad y su entorno.
Elementos importantes a destacar son: Una Central Telefónica con teléfonos a magneto que data del año 1924, nos recuerda la fundación de la Compañía Telefónica de Tierra del Fuego; también se exhiben los instrumentos musicales que pertenecieron a la Banda que se formó en la Misión Salesiana de San Rafael en Isla Dawson, con niños indígenas Selknam; una vitrina especial se recuerda la actividad cinematográfica realizada en Porvenir por Don Antonio Radonich y José Bohr. Se exhibe el equipo con el cual se filmaron las primeras películas argumentales en Chile por la década de 1910 y se exhibe la muestra del centenario almacén Vukasovic Hnos.
En el acceso al museo, se puede apreciar el observatorio astronómico de don Miguel Kuvacic, un antiguo camión Ford-Tdel año 1924 e imágenes de los espíritus del Hain dan la bienvenida a los visitantes.
PATIO DE LAS ESCULTURAS: Este espacio recrea aspectos de la historia fueguina, son 5 esculturas en madera de lenga, elaboradas por el escultor fueguino Richard Yasic Israel, una interesante muestra fotográfica de la cultura Selknam, complementa este espacio que culmina con un mural a la Naturaleza Fueguina.

## Galería

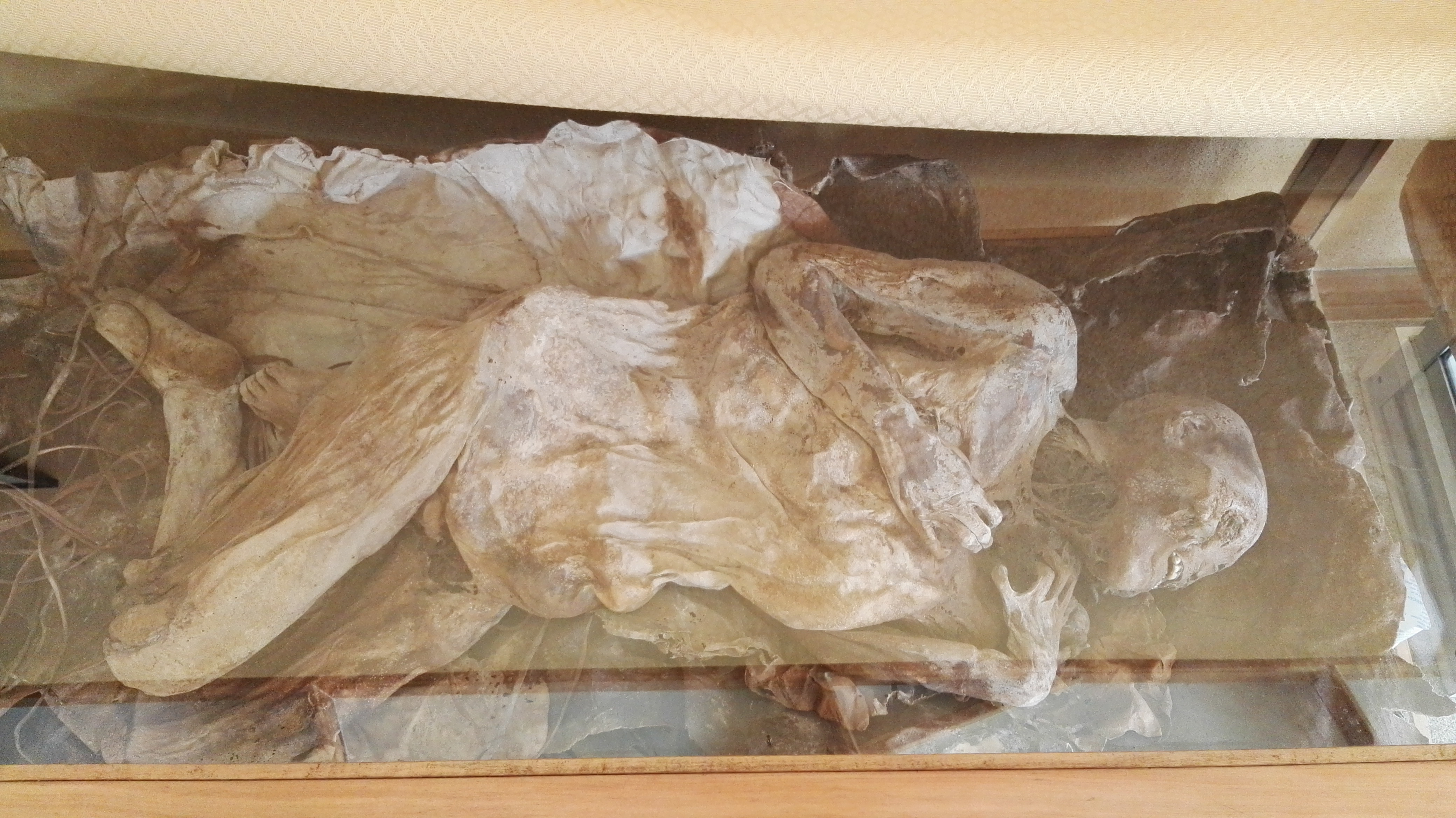
Cuerpo momificado de una aborigen fueguina
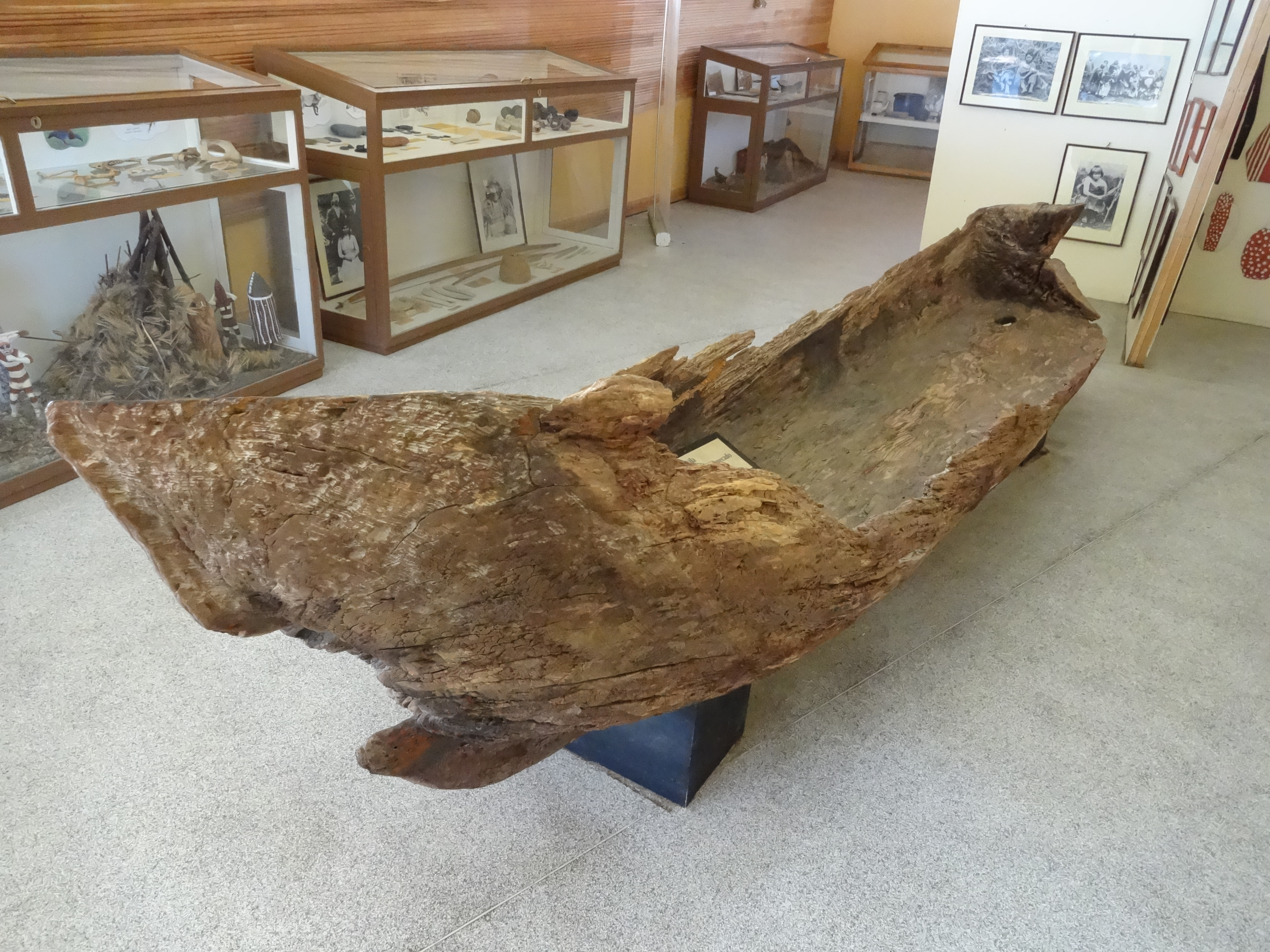
Canoa de madera
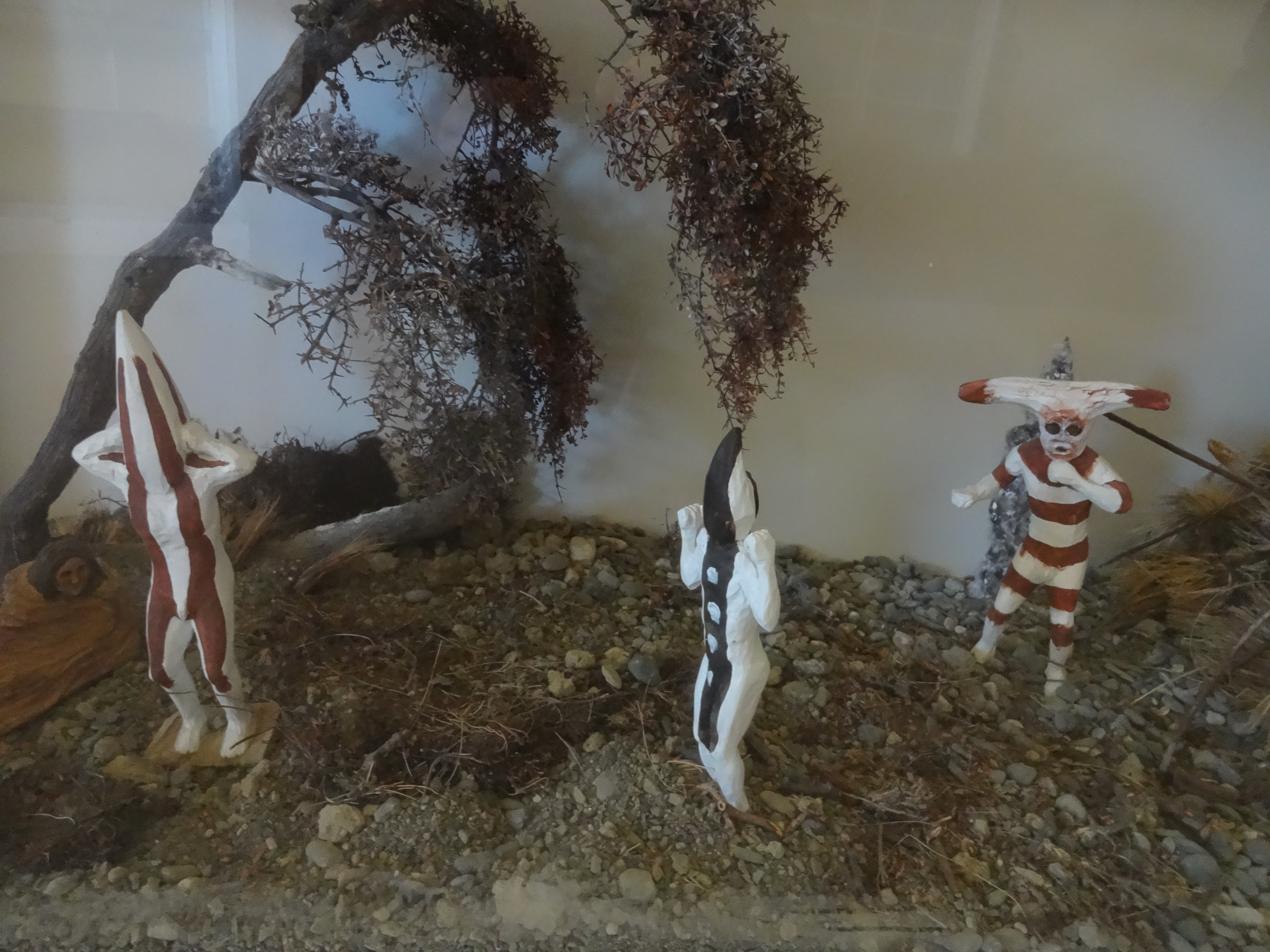
Diorama selknam
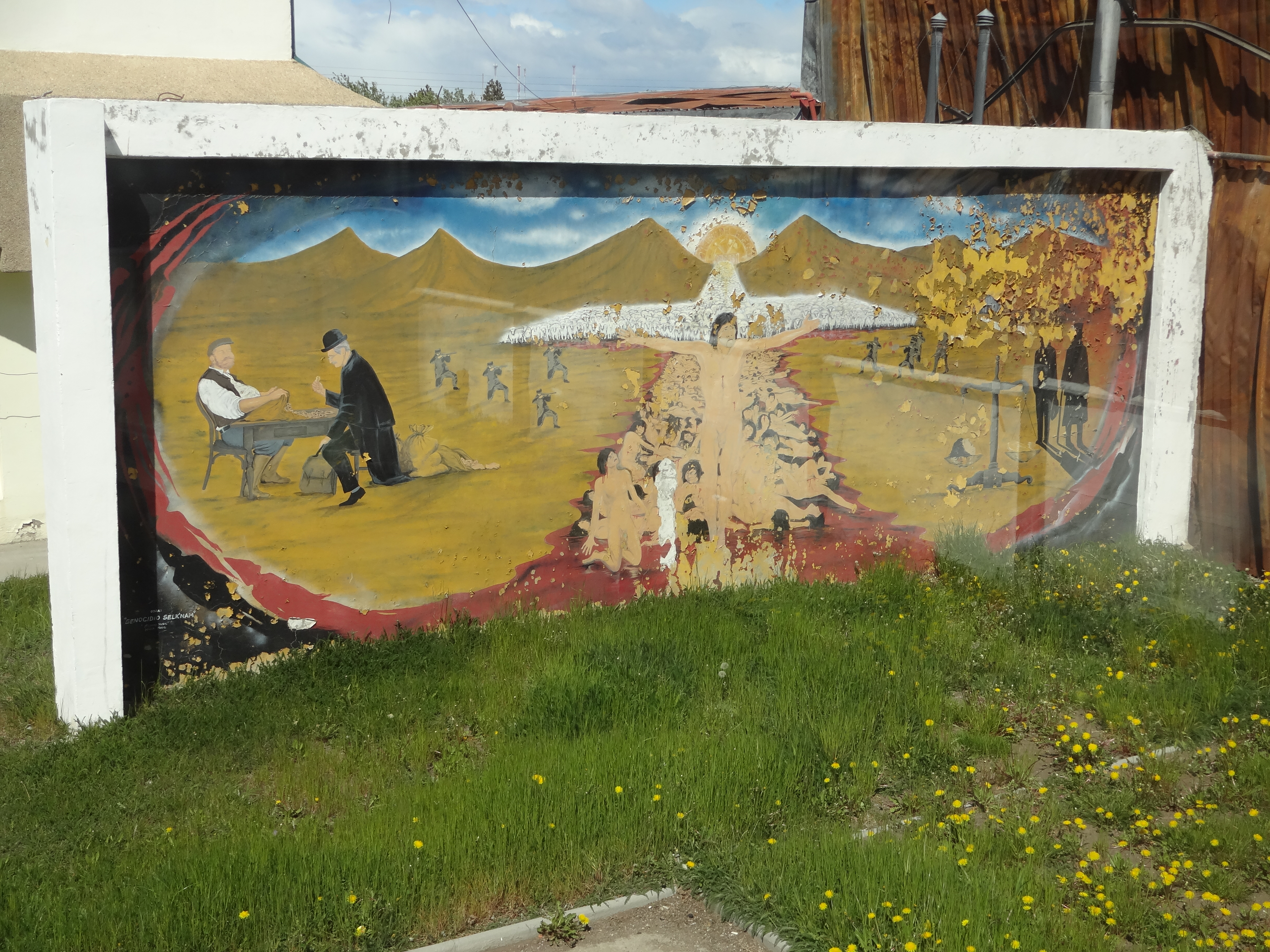
Mural sobre la historia de Porvenir
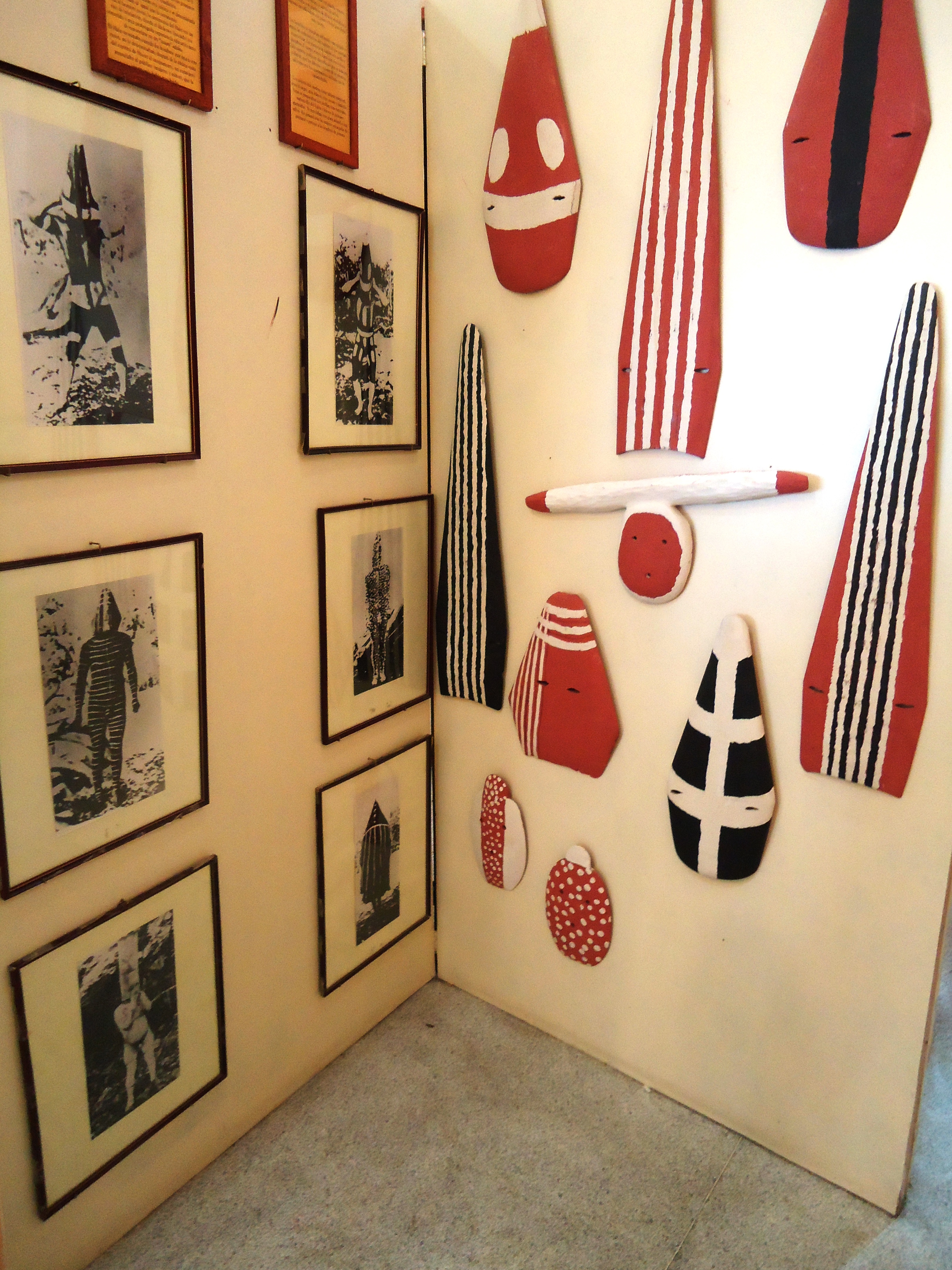
Imágenes y elementos de la cultura selknam
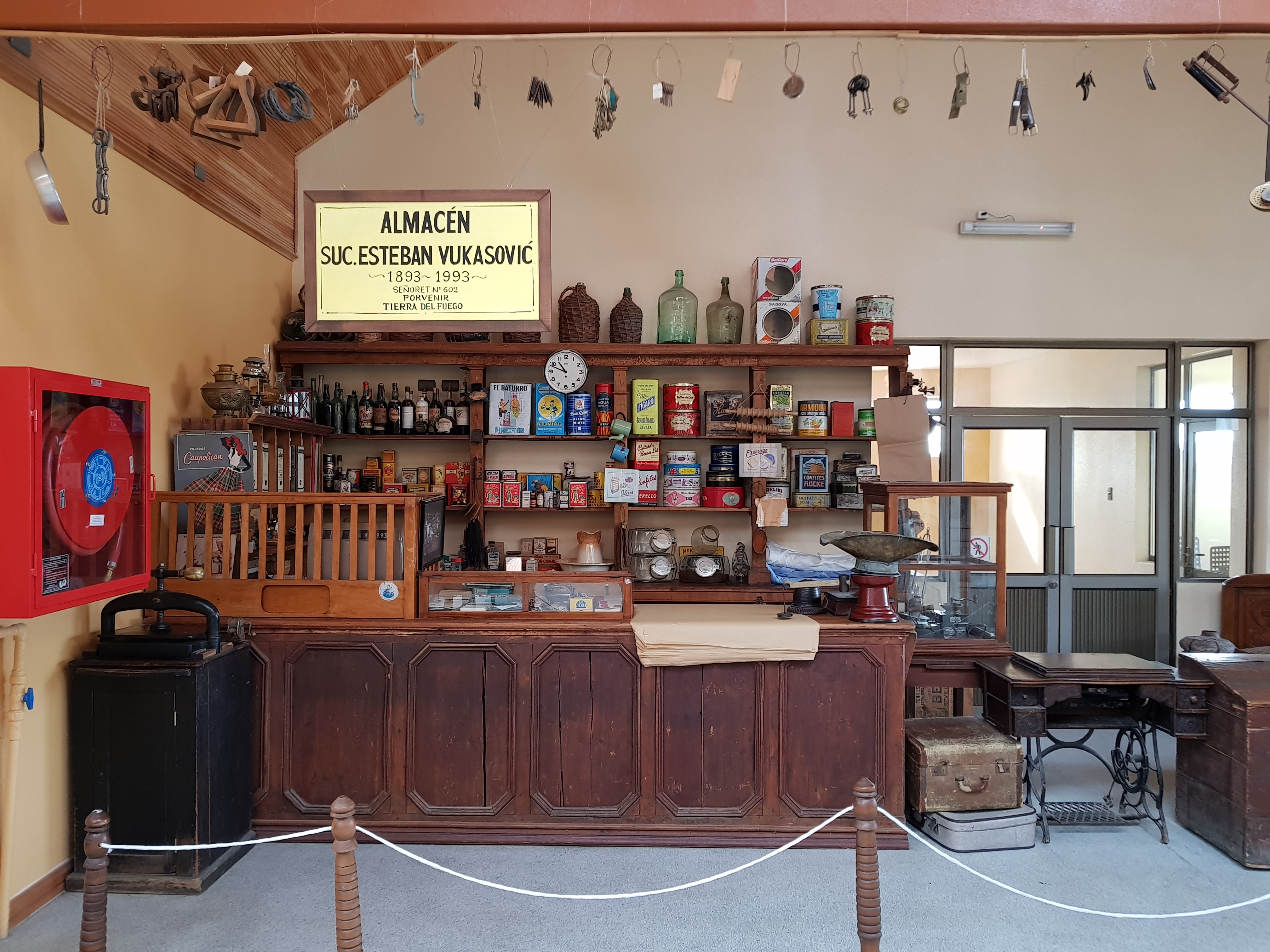
Réplica del Almacén Vukasovic

## Horarios
Los horarios de atención del Museo Fernando Cordero Rusque son de lunes a jueves de 10:00 a 17:00 horas, viernes de 10:00 a 16:00 horas, sábados y domingos de 10:00 a 17:00 horas.